# 纪澄中
纪澄中（？—？），直隶文安（今河北文安）人，清朝政治人物。同进士出身。
乾隆二十二年，登進士。乾隆二十四年十月，接替陳廷桂。擔任江蘇荆溪縣知縣。后由吳賢接任。1772年接替李士珠任娄县知县一职，1774年由吕世祥接任。